# 975年
| 千纪： | 1千纪 |
| 世纪： | 9世纪 \| 10世纪 \| 11世纪 |
| 年代： | 940年代 \| 950年代 \| 960年代 \| 970年代 \| 980年代 \| 990年代 \| 1000年代                                                                             |
| 年份： | 970年 \| 971年 \| 972年 \| 973年 \| 974年 \| 975年 \| 976年 \| 977年 \| 978年 \| 979年 \| 980年                                                        |
| 纪年： | 乙亥年（猪年）；于阗天尊九年；辽保寧七年；北汉广运二年；北宋（吴越）开宝八年；南唐乙亥年（无年号，干支纪年）；大理明政七年；越南太平六年；日本天延三年 |

## 大事记
- 十一月，北宋攻佔金陵，灭南唐。
- 北宋设置天长军。

## 出生
- 平忠常，日本平安时代中期的武将和豪族
- 章穆皇后郭氏，宋真宗皇后
- 趙德文，宋朝宗室
- 耶律長壽女，辽景宗耶律贤和皇后萧绰的第二女
- 蕭韓家奴，辽朝官员
- 韓昌，辽朝官员

## 逝世
- 宋太宗之懿德皇后符氏
- 符彥卿，五代十国、北宋名将
- 杨重勋，北宋名将杨业之弟。
- 永明延壽，唐末五代時禪宗高僧
- 朱令赟，南唐武将。
- 周文矩，南唐的宫廷画家
- 徐熙，五代十国画家
- 喇钦·贡巴饶赛，藏传佛教后弘期“下路弘法”的鼻祖
- 藤原懷子，日本花山天皇之母
- 阿尔普特勤，加茲尼王国奠基人
- 高麗光宗，高丽第四任国王。
- 和平者埃德加，英格蘭國王